# 와호장룡 - 운명의 검
와호장룡 - 운명의 검(卧虎藏龙：青冥宝剑, Crouching Tiger, HIdden Dragon: Sword of Destiny)은 중국에서 제작된 원화평 감독의 2016년 액션, 모험, 드라마, 판타지 영화이다. 견자단 등이 주연으로 출연하였다.
2000년 영화 와호장룡의 후속작이다. 이 영화는 2월 18일 홍콩에서, 2월 19일 중국 본토에서, 2016년 2월 26일 중국 외 지역에서 넷플릭스를 통해 개봉되었다.

## 출연

### 주연
- 견자단
- 양자경

### 조연
- 해리 슘 주니어
- 제이슨 스콧 리
- 원려기
- 크리스 팡
- 로저 유언
- 박운영
- 다릴 쿠온
- 게리 영

## 제작진
- 원작자: 왕두루
- 프로듀서: 한싼핑
- 프로듀서: 데이빗 스웨이트
- 프로듀서: 하비 웨인스타인
- 무술감독: 원화평